# Dagze Tso
El Dagze Tso (tibetano: སྟག་རྩེ་མཚོ) es uno de los muchos lagos interiores del Tíbet.

## Características
El lago cuenta con una superficie actual de 260 km² (100 millas cuadradas). En épocas glaciales, la región era considerablemente más húmeda, y los lagos eran significativamente más grandes. Los cambios en el clima han dado lugar a una mayor aridez en la meseta tibetana. Los numerosos anillos concéntricos que rodean el lago son los litorales fósiles, y dan fe de la presencia histórica de un lago más profundo y más grande.